# Nivala
Nivala (tidigare Pidisjärvi) är en stad i landskapet Norra Österbotten i Finland. Nivala har 10 396 invånare och har en yta på 536,88 km².
Grannkommuner är Haapajärvi, Haapavesi, Sievi och Ylivieska.
Nivala är en enspråkigt finsk kommun.

## Historia
Nivala grundades 1867 och blev stad 1992. Området fick fast bosättning i början på 1500-talet och blev kapellförsamling under Haapajärvi 1838. Nivala kyrka byggdes 1803 under ledning av Simon Silvén. På 1830-talet verkade väckelseledaren Niilo Kustaa Malmberg på orten. Finlands fjärde president Kyösti Kallio var bosatt i Nivala, liksom hans son skulptören Kalervo Kallio.
1932 inträffade oroligheter i bygden som kom att kallas hästupproret. Sigfrid Ruuttunen dömdes till fängelse för att han vägrat avliva sin häst, men en folkmassa avlägsnade honom från järnvägsstationen när han skulle föras till fängelset. Ett militärkompani anlände från Uleåborg och folkmassan skingrades. 234 personer arresterades och åtta av dem dömdes till två års tukthus.

## Geografi

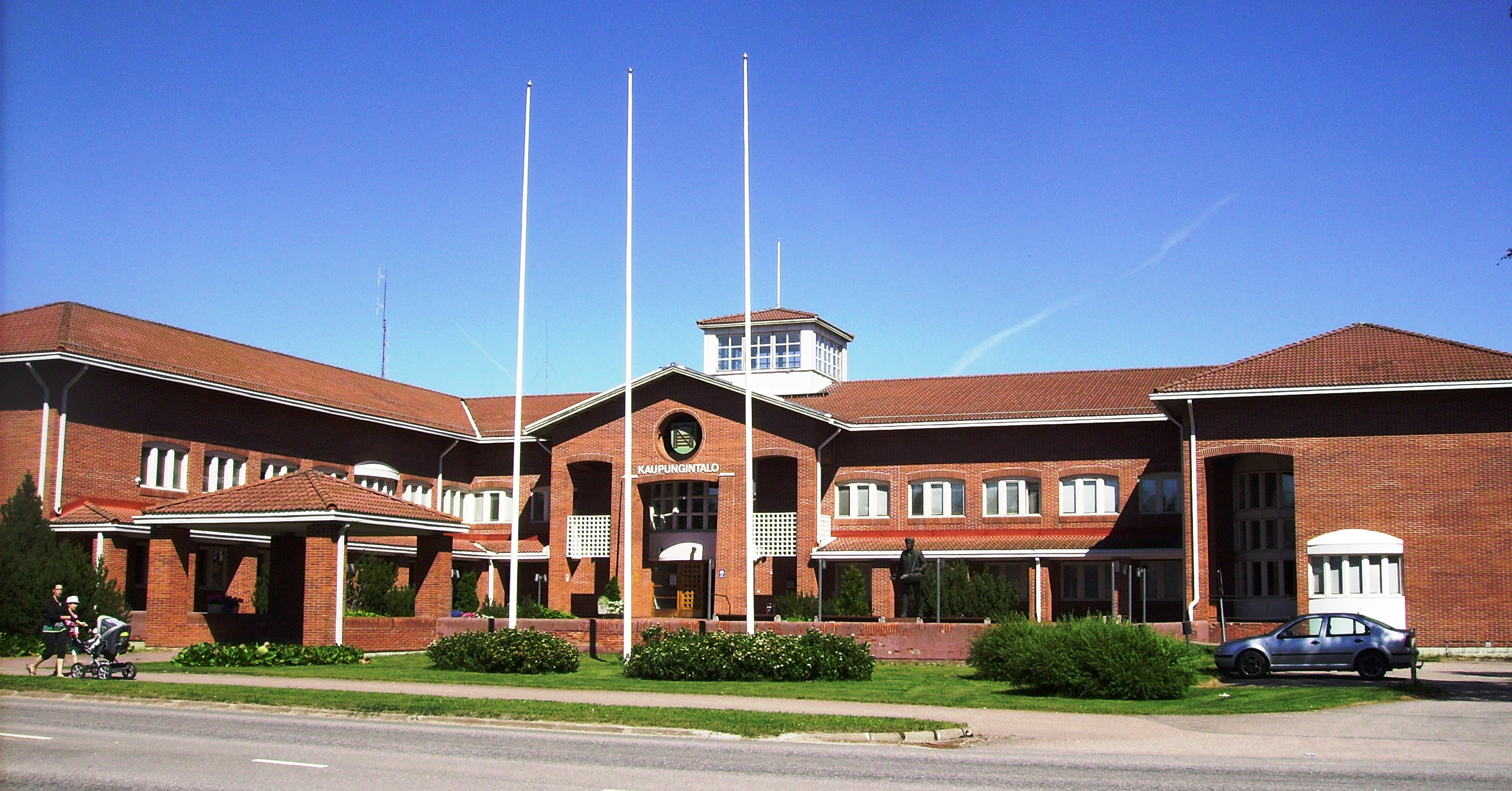
Nivala stadshus.

Nivala ligger längs Kalajoki älvdal vid sjön Pidisjärvi. Genom kommunen går järnvägen Idensalmi–Ylivieska-banan, och riksvägarna 27 och 28.

### Tätorter
Vid Statistikcentralens tätortsavgränsning den 31 december 2021 fanns sex tätorter inom Nivala stads område:
| Nr | Tätort               | Folkmängd |
| -- | -------------------- | --------- |
| 1  | Nivala centraltätort | 5 128     |
| 2  | Ahde                 | 397       |
| 3  | Järvikylä (Nivala)   | 392       |
| 4  | Haikaperä            | 357       |
| 5  | Maliskylä            | 253       |
| 6  | Oksava (del av)      | 235       |

## Styre och politik

### Mandatfördelning i Nivala stad, valen 1976–2021
| 4 | 4 |  | 23 |  | 2 |

| 4 | 4 |  | 23 | 3 |

| 3 | 4 | 3 | 20 | 5 |

| 2 | 4 |  | 23 | 5 |

| 2 | 6 |  | 21 | 5 |

| 2 | 4 | 24 | 5 |

| 2 | 4 | 24 |  | 4 |

|  | 4 | 25 |  | 4 |

| 21 | 14 |

|  | 3 | 2 | 23 | 2 | 4 |

| 22 | 13 |

|  | 3 | 3 | 24 |  | 3 |

| 25 | 10 |

|  | 3 |  | 4 | 23 | 3 |

| 23 | 12 |

|  | 2 |  | 8 | 20 | 3 |

| 21 | 14 |

### Vänorter
Nivala har inga vänorter.

## Befolkning

### Befolkningsutveckling
| Befolkningsutvecklingen i Nivala stad 1975–2020                                                              | Befolkningsutvecklingen i Nivala stad 1975–2020 | Befolkningsutvecklingen i Nivala stad 1975–2020 | Befolkningsutvecklingen i Nivala stad 1975–2020 | Befolkningsutvecklingen i Nivala stad 1975–2020 |
| --- | ----------------------------------------------- | ----------------------------------------------- | ----------------------------------------------- | ----------------------------------------------- |
| |                                                 |                                                 |                                                 |                                                 |
| År |                                                 |                                                 | Folkmängd                                       |                                                 |
| 1975 | 1975                                            |                                                 | 10 035                                          |                                                 |
| 1980 | 1980                                            |                                                 | 10 515                                          |                                                 |
| 1985 | 1985                                            |                                                 | 11 017                                          |                                                 |
| 1990 | 1990                                            |                                                 | 11 249                                          |                                                 |
| 1995 | 1995                                            |                                                 | 11 379                                          |                                                 |
| 2000 | 2000                                            |                                                 | 11 079                                          |                                                 |
| 2005 | 2005                                            |                                                 | 10 889                                          |                                                 |
| 2010 | 2010                                            |                                                 | 11 025                                          |                                                 |
| 2015 | 2015                                            |                                                 | 10 876                                          |                                                 |
| 2020 | 2020                                            |                                                 | 10 500                                          |                                                 |
| Anm: Uppgifterna avser förhållandena den 31 december nämnda år enligt områdesindelningen den 1 januari 2022. |                                                 |                                                 |                                                 |                                                 |

### Språk
Befolkningen efter språk (modersmål) den 31 december 2021. Finska, svenska och samiska räknas som inhemska språk då de har officiell status i landet. Resten av språken räknas som främmande. För språk med färre än 10 talare är siffran dold av Statistikcentralen på grund av sekretesskäl.
| Språk                        | Talare 2021-12-31 | Talare 2021-12-31 |
| Språk                        | Antal             | Andel (%)         |
| ---------------------------- | ----------------- | ----------------- |
| Hela befolkningen            | 10 396            | 100,0             |
| Inhemska språk totalt        | 10 289            | 99,0              |
| Finska                       | 10 284            | 98,9              |
| Svenska                      | 5                 | 0,0               |
| Främmande språk totalt       | 107               | 1,0               |
| Ryska                        | 43                | 0,4               |
| Thailändska                  | 12                | 0,1               |
| Ukrainska                    | 12                | 0,1               |
| Estniska                     | 11                | 0,1               |
| Språk med färre än 10 talare | 29                | 0,3               |

|  | Finska (98,9 %) |

|  | Svenska (0,0 %) |

|  | Främmande språk (1,1 %) |

|  | Finska (98,9 %) |

|  | Svenska (0,0 %) |

|  | Främmande språk (1,1 %) |